# Asociace spisovatelů
Asociace spisovatelů (dosłownie: Stowarzyszenie Pisarzy) – stowarzyszenie zawodowe czeskich pisarzy, założone w grudniu 2014 przez twórców krytycznych wobec istniejącej od 1989 organizacji Obec spisovatelů. 
Organizacja skupia poetów i prozaików. Funkcję przewodniczącego stowarzyszenia pełnili Jan Němec i Václav Kahuda, obecnie przewodniczącym jest poeta Ondřej Lipár.